# Scopula simplaria
Scopula simplaria là một loài bướm đêm trong họ Geometridae.